# Thurø
Thurø es una isla de Dinamarca, situada en aguas del mar Báltico al sur de la gran isla de Fionia. Pertenece al municipio de Svendborg.
La isla ocupa una superficie de 7,53 km², y alberga una población de 3519 habitantes en 2016. La mayoría de la población vive en la localidad de Thurø By, el principal núcleo de población de la isla.
La isla tiene forma de herradura, y está conectada a Fionia mediante un pequeño puente.
La isla se ha convertido en un lugar muy popular para vivir gracias a sus tranquilas calles y al hecho de que está situada muy cerca de Svendborg y de la nueva autovía a Odense.
La isla es asimismo un destino importante de vacaciones, contando con tres cámpines y numerosas casas de alquiler.
El agua que circunda la isla es óptima para la pesca. Hay numerosos puertos pequeños rondando la isla, y Thurøbund (la parte interna de la "herradura"), es un conocido puerto natural empleado por muchos marineros.
La mayoría de los empleados del Departamento de Policía de Svendborg viven en esta isla.